# 姚僖
姚僖（1468年—？年），字畏卿，浙江德清縣人，營州中屯衛軍籍。明朝政治人物。

## 生平
治《詩經》，行一，由國子生中式壬子科（1492年）順天府鄉試第三十五名舉人，年四十一歲中式正德三年（1508年）戊辰科會試第一百九十八名，第三甲第一百九十三名進士。

## 家族
曾祖姚毅。祖父姚谦，义官。父姚显，知县。母陈氏。严侍下。弟偐、俸。